# Журавенець (Кутновський повіт)
Журавенець (пол. Żurawieniec) — село в Польщі, у гміні Кутно Кутновського повіту Лодзинського воєводства.
Населення — 181 особа (2011).
У 1975-1998 роках село належало до Плоцького воєводства.

## Демографія
Демографічна структура станом на 31 березня 2011 року:
|          | Загалом | Допрацездатний вік | Працездатний вік | Постпрацездатний вік |
| -------- | ------- | ------------------ | ---------------- | -------------------- |
| Чоловіки | 92      | 23                 | 58               | 11                   |
| Жінки    | 89      | 15                 | 54               | 20                   |
| Разом    | 181     | 38                 | 112              | 31                   |